# 404 av. J.-C.
Cette page concerne l'année 404 av. J.-C. du calendrier julien proleptique.

## Événements
- Entre le 17 septembre 405 av. J.-C. et le 10 avril : mort de Darius II, roi des Perses et pharaon d'Égypte[1].
  - Début du règne d'Artaxerxès II Mnémon (qui a de la mémoire), roi de Perse (fin en 359 av. J.-C.). Il échappe à un attentat de son frère Cyrus le Jeune, qui sera gracié sur l’intervention de sa mère Parysatis[2]. Au début de son règne, il essuie un échec lors d’une expédition en Égypte et perd une partie de Chypre, de la Phénicie et de la Syrie[3].
  - Cyrus le Jeune retrouve son commandement de Sarde[2] où il s’oppose au satrape Tissapherne. Les Grecs d’Asie ont alors la possibilité de faire allégeance à Cyrus (notamment les oligarques, amis de Lysandre), à Tissapherne (souvent le choix des démocrates), ou d’attendre.
  - Début du règne d'Amyrtée (XXVIIIe dynastie), pharaon d'Égypte (fin en 399 av. J.-C.). Amyrthée, prince de Saïs (descendant de l’autre Amyrthée révolté en 460 av. J.-C.), profitant de la mort de Darius II et de la querelle de succession qui agite le pouvoir perse, libère l’Égypte de l’occupation perse (401 av. J.-C.) et étend son pouvoir jusqu’à Éléphantine. Il fonde la XXVIIIe dynastie dont il est l’unique pharaon[4].

- 22 avril : Athènes, assiégée par Lysandre, affamée, capitule[5]. Fin de la guerre du Péloponnèse. C'est le début de l'hégémonie de Sparte en Grèce (fin en 371 av. J.-C.).
  - Un traité de paix est signé entre Athènes, Sparte et ses alliés, négocié par une ambassade menée par Théramène à Sellasie. Athènes est épargnée et conserve son enceinte (Sparte se méfie de Thèbes qui voulait, avec Corinthe, raser la ville). Seuls les Longs Murs[6] et les fortifications du  Pirée seront détruits[7]. Les vaisseaux qui restent sont livrés, sauf douze, les exilés sont autorisés à revenir. Athènes devient une alliée de Sparte, placée sous son hégémonie[8].
  - Lysandre impose à Athènes le conseil oligarchique des Trente (Critias, Théramène, etc.). Ceux-ci désignent eux-mêmes les 500 membres du Conseil ainsi que les magistrats et s’entourent d’une garde de 300 « porte-fouet », complétée plus tard par une garnison spartiate. Les Trente commencent par massacrer les sycophantes et les « démagogues ». Puis ils s’en prennent, en partie pour des raisons financières, aux métèques et aux citoyens riches (1500 personnes sont massacrées). Un corps civique de 3000 citoyens, seul autorisé à rester à Athènes et à jouir de garanties judiciaires, est créé. Théramène, qui avait négocié la reddition d’Athènes, s’oppose à Critias. Considéré comme trop modéré, il boit la ciguë[8].

- Été : en Sicile, Denys de Syracuse entreprend le siège de la cité sicule d’Herbessos. Les citoyens syracusains se révoltent et s’allient aux cavaliers réfugiés à Etna. Denys s’enfuit précipitamment à Ortygie. Il recrute des mercenaires campaniens qui mettent en déroute ses adversaires (hiver 404/403)[9]. Denys, assuré de l’obéissance des Syracusains, se consacre à la restauration de son autorité sur la Sicile orientale. Catane et Naxos, livrées par trahison, sont rasées et leurs habitants vendus comme esclaves. Des mercenaires campaniens sont installés à Catane et des Sicules à Naxos. Léontinoi se soumet et sa population est déportée à Syracuse.

- 3 septembre : éclipse solaire observée à Athènes, mentionnée par Xénophon[10].
- À la fin de l’année, les plaintes du satrape Pharnabaze, qui reproche à Lysandre de laisser piller son territoire, servent de prétexte aux éphores pour rappeler ce dernier à Sparte[11]. Ses adversaires, inquiets de sa puissance, s’attaquent aussi à son entourage : son lieutenant Thorax, harmoste de Samos, accusé de corruption, est condamné à mort[12]. Les éphores cessent de soutenir les décarchies instaurées par Lysandre.
- Arrestation de Lysias et de son frère Polémarque par les Trente. Polémarque est mis à mort mais Lysias s'enfuit à Mégare[13].

- Élection à Rome de tribuns militaires à pouvoir consulaire : Spurius Nautius Rutilus, Caius Valerius Potitus Volusus, Cnaeus Cornelius Cossus, Caius Fabius Ambustus, Manius Sergius Fidenas et Publius Cornelius Maluginensis. Siège et prise de la cité volsque d’Artena[14].

- Premier tribun consulaire plébéien à Rome[15].
- Libys, frère de Lysandre est élu navarque (404-403 av. J.-C.)[16].
- Des statues et des autels sont élevés en l’honneur de Lysandre à Sparte et dans de nombreuses cités[17].
- À Athènes, les Héliastes sont tirés au sort quotidiennement pour éviter la corruption[18].

## Décès en 404 av. J.-C.
- Darius II, roi de Perse.
- Alcibiade est exécuté par les Perses en Phrygie.
- Cléophon, homme politique athénien, ennemi de Sparte.
- Théramène, homme politique athénien, meurt en buvant la ciguë après avoir été condamné à mort par son adversaire Critias.